# Bebedoura
Bebedoura is een geslacht van hooiwagens uit de familie Gonyleptidae.
De wetenschappelijke naam Bebedoura is voor het eerst geldig gepubliceerd door Roewer in 1949. 

## Soorten
Bebedoura is monotypisch en omvat slechts de volgende soort:
- Bebedoura rugosa